# Международная стандартизация
Международная стандартизация — стандартизация, участие в которой открыто для соответствующих органов всех стран на Земле.
Под стандартизацией понимается деятельность, направленная на достижение упорядочения в определённой области посредством установления положений для всеобщего и многократного применения в отношении реально существующих и потенциальных задач. Эта деятельность проявляется в разработке, опубликовании и применении стандартов.
- Международный стандарт — стандарт, принятый международной организацией. Стандартом называется документ, в котором устанавливаются характеристики продукции, эксплуатации, хранения, перевозки, реализации и утилизации, выполнения работ или оказания услуг. Стандарт также может содержать требования к терминологии, символике, упаковке, маркировке или этикеткам и правилам их нанесения. На практике под международными стандартами часто подразумевают также региональные стандарты и стандарты, разработанные научно-техническими обществами и принятые в качестве норм различными странами мира.

## Назначение и цели международной стандартизации
Основное назначение международных стандартов — это создание на международном уровне единой методической основы для разработки новых и совершенствования действующих систем качества и их сертификации.
Научно-техническое сотрудничество в области стандартизации направлено на гармонизацию национальной системы стандартизации с международной, региональными и прогрессивными национальными системами стандартизации.
В развитии международной стандартизации заинтересованы как индустриально развитые страны, так и страны развивающиеся, создающие собственную национальную экономику.
Цели международной стандартизации:
1. сближение уровня качества продукции, изготавливаемой в различных странах;
2. обеспечение взаимозаменяемости элементов сложной продукции;
3. содействие международной торговле;
4. содействие взаимному обмену научно-технической информацией и ускорение научно-технического прогресса;
5. установление требований к техническому уровню и качеству продукции, сырья, материалов, полуфабрикатов и комплектующих изделий, а также норм, требований и методов в области проектирования и производства продукции, позволяющих ускорять внедрение прогрессивных методов производства продукции высокого качества и ликвидировать нерациональное многообразие видов, марок и размеров;
6. развитие унификации и агрегатирования промышленной продукции как важнейшего условия специализации производства; комплексной механизации и автоматизации производственных процессов, повышение уровня взаимозаменяемости, эффективности эксплуатации и ремонта изделий;
7. обеспечение единства и достоверности измерений в стране, создание и совершенствование государственных эталонов единиц физических величин, также методов и средств измерений высшей точности;
8. разработка унифицированных систем документации, систем классификации и кодирования технико-экономической информации;
9. принятие единых терминов и обозначений в важнейших областях науки, техники, отраслях экономики;
10. формирование системы стандартов безопасности труда, систем стандартов в области охраны природы и улучшения использования природных ресурсов;
11. создание благоприятных условий для внешнеторговых, культурных и научно-технических связей.

ЕЭК ООН определил следующие основные приоритетные направления и задачи для стандартизации:
- здравоохранение и обеспечение безопасности;
- улучшение окружающей среды;
- содействие научно-техническому сотрудничеству;
- устранение технических барьеров в международной торговле, являющихся следствием негармонизованных нормативных документов.

В перечне ЕЭК ООН обозначено 15 секторов (областей), для которых необходима стандартизация:
1. Атомная энергетика, радиационная безопасность и радиационная защита;
2. Строительное оборудование и элементы;
3. Электро- и электронное оборудование и детали;
4. Охрана окружающей среды;
5. Противопожарная защита и системы защиты от краж;
6. Машинное оборудование;
7. Здравоохранение;
8. Тракторы, машины для сельского и лесного хозяйства;
9. Транспортное оборудование;
10. Обработка информации;
11. Энергетика;
12. Материалы;
13. Прочие продукты и оборудование;
14. Метрология;
15. Обеспечение и оценка качества.

## Порядок применения международных стандартов

### Общие нормы
Международные стандарты не имеют статуса обязательных для всех стран-участниц. Любая страна мира вправе применять или не применять их. Решение вопроса о применении международного стандарта ИСО связано, в основном, со степенью участия страны в международном разделении труда и состоянием её внешней торговли.
Руководство ИСО/МЭК 21:2004 предусматривает прямое и косвенное применение международного стандарта.
1. Прямое применение - это применение международного стандарта независимо от его принятия в любом другом нормативном документе.
2. Косвенное применение - применение международного стандарта посредством другого нормативного документа, в котором этот стандарт был принят.

Руководство ИСО/МЭК 21 устанавливает систему классификации для принятых и адаптированных международных стандартов:
- Идентичные (IDT): Идентичные по техническим содержанию и структуре, но могут содержать минимальные редакционные изменения;
- Измененные (MOD): Принятые стандарты содержат технические отклонения, которые ясно идентифицированы и объяснены;
- Не эквивалентный (NEQ): региональный или национальный стандарт не эквивалентен международным стандартам. Изменения ясно не идентифицированы, и не установлено четкое соответствие.

### Нормы Государственной системы стандартизации России
ГСС России допускает следующие варианты правил применения международных и региональных стандартов:
- принятие аутентичного текста международного (регионального) стандарта в качестве государственного российского нормативного документа (ГОСТ Р) без каких-либо дополнений и изменений (метод обложки). Обозначается такой стандарт так, как это принято для отечественного стандарта;
- принятие аутентичного текста международного (регионального) стандарта, но с дополнениями, отражающими особенности российских требований к объекту стандартизации.

При обозначении такого нормативного документа к шифру отечественного стандарта добавляется номер соответствующего международного (регионального).
Международные, региональные стандарты, документы ЕЭК ООН и других международных, региональных организаций и национальные стандарты других стран могут применяться в качестве стандартов отраслей, стандартов предприятий и стандартов научно-технических, инженерных обществ и других общественных объединений до их принятия в качестве государственных стандартов Российской Федерации.
Возможны и другие варианты: использование (заимствование) отдельных положений (норм) международного стандарта и введение их в российский нормативный документ. Это вполне допустимо правилами ГСС РФ, но в подобных случаях международный (региональный) стандарт рассматривается лишь как источник информации, учитываемой при создании отечественного стандарта. Последний не считается формой принятия международного (регионального) стандарта. Подобное толкование применимо и к ГОСТ Р, который содержит ссылку на международный(региональный)стандарт

## Международные организации по стандартизации

### Международная организация стандартизации (ISO)
Международная организация ISO начала функционировать 23 февраля 1947 г. как добровольная, неправительственная организация. Она была учреждена на основе достигнутого на совещании в Лондоне в 1946 г. соглашения между представителями 25-ти индустриально развитых стран о создании организации, обладающей полномочиями координировать на международном уровне разработку различных промышленных стандартов и осуществлять процедуру принятия их в качестве международных стандартов.

### International Electrotechnical Commission (Международная электротехническая комиссия)
Организация IEC (МЭК), образованная в 1906 г., является добровольной неправительственной организацией. Её деятельность, в основном, связана со стандартизацией физических характеристик электротехнического и электронного оборудования. Основное внимание IEC уделяет таким вопросам, как, например, электроизмерения, тестирование, утилизация, безопасность электротехнического и электронного оборудования. Членами IEC являются национальные организации (комитеты) стандартизации технологий в соответствующих отраслях, представляющие интересы своих стран в деле международной стандартизации.
Язык оригинала стандартов МЭК - английский.

### International Telecommunication Union (Международный союз электросвязи)
ITU — международная межправительственная организация в области стандартизации электросвязи.
Организация объединяет более 500 правительственных и неправительственных организаций. В её состав входят телефонные, телекоммуникационные и почтовые министерства, ведомства и агентства разных стран, а также организации-поставщики оборудования для обеспечения телекоммуникационного сервиса. Основная задача ITU состоит в координации разработки гармонизированных на международном уровне правил и рекомендаций, предназначенных для построения и использования глобальных телесетей и их сервисов. В 1947 г. ITU получила статус специализированного агентства Организации Объединенных Наций (ООН).

## Международные организации, участвующие в работах по стандартизации

### Продовольственная и сельскохозяйственная организация ООН(ФАО)
Продовольственная и сельскохозяйственная организация ООН (ФАО) основана в 1945 г. как межправительственная специализированная организация ООН.                 

### Европейская экономическая комиссия ООН (ЕЭК ООН)
Европейская экономическая комиссия ООН (ЕЭК ООН) — орган Экономического и социального совета ООН (ЭКОСОС), создана в 1947 г.

### Всемирная организация здравоохранения(ВОЗ)
Всемирная организация здравоохранения (ВОЗ) создана в 1948 г. по инициативе Экономического и социального совета ООН и является специализированным учреждением ООН. Цель ВОЗ, которая определена её Уставом, — достижение всеми народами возможно высшего уровня здоровья (здоровье трактуется как совокупность полного физического, душевного и социального благосостояния). Членами ВОЗ состоят более 180 государств, в том числе и Россия. ВОЗ имеет консультативный статус в ИСО и принимает участие в работе более чем 40 технических комитетов.

### Международное агентство по атомной энергии (МАГАТЭ)
Международное агентство по атомной энергии (МАГАТЭ) — это межправительственная организация, учрежденная под эгидой ООН для развития сотрудничества в области мирного использования атомной энергии. Работает с 1957 г., штаб-квартира — в Вене; 146 членов, в том числе Россия.
Официальные языки МАГАТЭ — английский, русский, французский, испанский, китайский; рабочие — английский, русский, французский, испанский.

### Всемирная торговая организация(ВТО)
Всемирная торговая организация (ВТО) образована в 1995 г. на базе генерального соглашения по тарифам и торговле (ГАТТ)

### Международная организация потребителей (МОП)
Международная организация потребителей (МОП) (ранее - Международная организация потребительских союзов (МОПС) ведет большую работу, связанную с обеспечением качества продукции и, в первую очередь, товаров широкого потребления. Создан в 1960 г. — членами МОПС являются свыше 160 потребительских ассоциаций из разных стран.

### Международное бюро мер и весов (МБМВ)
Международное бюро мер и весов (фр. Bureau International des Poids et Mesures, BIPM) — постоянно действующая международная организация, учреждённая в соответствии с подписанной в 1875 году Метрической конвенцией. Основной задачей Бюро является обеспечение существования единой системы измерений во всех странах-участницах этой конвенции. По состоянию на январь 2014 года 55 стран являлись членами и 39 стран ассоциированными членами МБМВ.

### Международная организация законодательной метрологии(МОЗМ)
Международная организация законодательной метрологии (МОЗМ) — межправительственная международная организации, имеющая своей целью международное согласование деятельности государственных метрологических служб или других национальных учреждений, направленное на обеспечение сопоставимости, правильности и точности результатов измерений в странах — членах МОЗМ. Организация создана в 1955 г. на основе Конвенции, ратифицированной законодательными органами стран-участниц.

### Международная организация гражданской авиации(ИКАО)
Международная организация гражданской авиации, или ИКАО, является специализированным учреждением Организации Объединенных Наций, полномочия которого предусматривают обеспечение безопасного, эффективного и упорядоченного развития международной гражданской авиации.
ИКАО разрабатывает следующие типы Стандартов и других положений:
- Стандарты и Рекомендуемая практика, которые называются SARPS (если имеется в виду и то, и другое);
- Правила аэронавигационного обслуживания (PANS);
- Дополнительные региональные правила (SUPPs);
- различного рода инструктивный материал.

### Международный консультативный комитет по стандартизации систем космических данных (CCSDS)
Международный консультативный комитет по стандартизации систем космических данных был образован в 1982 году крупнейшими космическими агентствами мира, служит форумом для обсуждения общих проблем в области развития и эксплуатации космических информационных систем. В настоящее время он состоит из 11 членов агентств, 28 агентств-наблюдателей, и свыше 140 промышленных партнеров.
Стандартизуемые объекты:
- диапазоны радиочастот, функции и структуры линии "Земля-борт";
- параметры приемных и передающих устройств;
- стандартные блоки форматированных данных;
- процедуры командных радиолиний;
- обработка и сжатие данных;
- интерфейсы и протоколы обмена данными различных уровней;
- логика принятия решений и т.д.

## Научно-технические общества и консорциумы, участвующие в работах по международной стандартизации
- ASTM (American Society for Testing and Materials, Американское общество по испытанию материалов) — некоммерческая организация, разрабатывающая стандарты и документы для производства, снабжения и регулирования деятельности. Стандарты ASTM принимаются к использованию в масштабе всего мира и охватывают такие отрасли, как металлургия, краски, пластмассы, текстиль, нефть, строительство, энергетика, электроника, охрана окружающей среды, потребительские товары, медицинские услуги и аппараты;
- AOAC International (Association of Analytical Communities) — Ассоциация аналитических сообществ;
- API (American Petroleum Institute, Американский институт нефти) — неправительственная организация США, занимающаяся исследованиями всех аспектов и обеспечивающая деятельность по регулированию вопросов в области нефтяной и газовой промышленности;
- ARINC (Aeronautical Radio Incorporated) — компания, основанная в 1929 году, один из мировых лидеров в разработке систем коммуникаций и системных исследований по пяти направлениям — авиация, аэропорты, оборона, государство и перевозка грузов;
- ASME (American Society Of Mechanical Engineers, Американское общество инженеров-механиков, АСМЕ) — профессиональная некоммерческая организация, сфокусированная главным образом на проблемах обучения в инженерной, технологической сфере, ASME является одним из крупнейших в мире издателей технических стандартов;
- ATM Forum (ATM форум) — консорциум, целями которого являются разработка и развитие стандартов широкополосных сетей асинхронного режима передачи данных (Asynchronous Transfere Mode, ATM);
- CEA (Consumer Electronics Association) Ассоциация потребителей электроники;
- DAVIC (Digital Audio-Visual Council, Совет по развитию цифровых аудио- и видеомультимедиа-систем) — консорциум, осуществлявший разработку и развитие архитектурных, функциональных и информационных моделей и стандартов мультимедиа-сервисов Глобальной информационной инфраструктуры;
- Gigabit Ethernet Alliance — консорциум, целью которого является разработка стандартов технологий Ethernet нового поколения (совместно с комитетом IEEE с индексом 802.3z), обеспечивающих скорость передачи данных в 1 Гбит/с;
- EACEM (Европейская ассоциация производителей электронных приборов) — ориентирована на поддержку стандартизации в области индустрии электронных приборов;
- ECBS (Европейский комитет банковских стандартов) — отвечающий за разработку общеевропейского стандарта для банковской инфраструктуры;
- ECMA (European Computer Manufacturers Association, Европейская ассоциация производителей вычислительных машин) — международная ассоциация, целью которой служит промышленная стандартизация информационных и коммуникационных систем;
- EIA (Electronic Industries Alliance) — Альянс электронной индустрии.
- IASC (International Accounting Standards Committee, Комитет по Международным стандартам финансовой отчетности):
  - Совет по Международным стандартам финансовой отчётности.
- ICC (International Code Council, Международный Совет по нормам и правилам) — некоммерческая организация, целью которой является развитие единой комплексной и согласованной модели национальных стандартов, касающихся строительства.
- IEEE (Institute of Electrical and Electronic Engineers, Институт инженеров по электротехнике и электронике) — профессиональная международная организация.
- IPC (Association Connecting Electonics Industries) — Ассоциация по разработке электронных коммуникаций.
- ISOC (Internet Society, Общество Интернета) — ассоциация экспертов, отвечающая за разработку стандартов Интернет-технологий; IAB (Internet Architecture Board, Совет по архитектуре Интернета) — группа в составе ISOC, непосредственно отвечающая за развитие архитектуры Интернет, разработку и сопровождение стандартов протоколов и сервисов Интернет в виде RFC (Reference For Comments); два основных подразделения IAB:
  - IETF (Internet Engineering Task Force, Рабочая группа инженеров Интернета), решающая текущие задачи в области стандартизации и развития Интернет-технологий.
  - IRTF (Internet Research Task Force, Исследовательская группа Интернета), решающая проблемные задачи по развитию Интернет-технологий.
- NSF International — международная неправительственная некоммерческая организация, являющаяся мировым лидером в развитии стандартов и обеспечении сертификации в сфере безопасности и защиты здоровья и окружающей среды.
- OASIS (Organization for the Advancement of Structured Information Standards) — международный консорциум, осуществляющий разработку стандартов электронной коммерции.
- OMG (Object Management Group, Группа управления объектами) — международный консорциум, осуществляющий разработку стандартов унифицированного распределённого программного обеспечения, созданного на принципах объектно-ориентированной парадигмы.
- Open Group — организация, сформированная в 1996 году в результате объединения консорциумов X/Open и Open Software Foundation, исследует вопросы открытости и бесшовного введения информационных систем в интерсеть.
- SAE (Society of Automotive Engineers International) — Сообщество автомобильных инженеров
- TeleManagement форум — глобальный консорциум операторов и поставщиков услуг, разрабатывает стандарты в области управления частными сетями и услугами.
- TIA (Telecommunications Industry Associastion) — Ассоциация промышленных телекоммуникаций
- W3C (World Wide Web Consortium) — консорциум, который специализируется в области разработки и развитии стандартов WWW-технологий, таких, как, например, HTTP, HTML, URL, XML.
- WFMC (Workflow Management Coalition — консорциум по управлению потоками работ) — консорциум, занимающийся разработкой стандартов в области управления потоками работ.

## Национальные организации, участвующие в работах по международной стандартизации
- ANSI (American National Standards Institute) — американский институт национальных стандартов. Организация, определяющая государственные стандарты в США в различных сферах деятельности, включая фотопродукцию, автомобилестроение, кораблестроительную, авиационную и другие виды промышленности, а также компьютерные технологии.
- AFNOR (Association Francaise de Normalisation) — французская ассоциация по стандартизации, аналогичная по назначению ANSI.
- BSI (British Standards Institute) — британский институт стандартов.
- DIN (Deutsches Institute für Normung e.v.) — германская организация национальных стандартов.
- JISC (Japanese Industrial Standards Committee) — японский комитет промышленных стандартов.
- ÖNORM (Austrian Standards Institute) — Австрийский институт по стандартизации.

## Не действующие организации  по международной стандартизации
Международной ассоциации по стандартизации (ИСА) существовала до 1947 года, вместо неё создана Международная организация по стандартизации (ИСО).
Постоянная Комиссия Совета экономической взаимопомощи (СЭВ) по стандартизации. Нормативный документ —  стандарт СЭВ (СТ СЭВ), научная организация —  Институт СЭВ по стандартизации.

## Нормативная документация
- Федеральный закон от 27 декабря 2002 г. N 184-ФЗ «О техническом регулировании»
- ГОСТ Р 1.0-92 Государственная система стандартизации Российской Федерации. Основные положения (на Викитеке)
- ГОСТ 1.3-2002 Межгосударственная система стандартизации. Правила и методы принятия международных и региональных стандартов в качестве межгосударственных стандартов
- Директивы ИСО/МЭК, Часть 1:2004 Процедуры по технической работе
- Директивы ИСО/МЭК, Часть 2:2004 Правила построения и разработки Международных Стандартов
- Руководство ИСО/МЭК 2-2004 Стандартизация и смежные виды деятельности. Общий словарь
- Руководство ИСО/МЭК 21:1999 Принятие международных стандартов в качестве региональных или национальных стандартов
- Руководство ИСО/МЭК 21-1:2005 Принятие на региональном и национальном уровне международных стандартов и других международных документов. Часть 1. Принятие международных стандартов
- Стандарт ИСО/МЭК 17000:2004 Оценка соответствия. Словарь и общие принципы